# 詹姆斯·達克沃思
詹姆斯·達克沃思（James Duckworth，1992年1月21日—）是一位澳洲職業網球運動員。他目前最高的ATP男子單打排名是世界第82位。在青少年組選手時期，他曾經贏得三個冠軍，並且打進過2010年的法國網球公開賽青少年組單打半決賽。

## 外部連結
- 詹姆斯·達克沃思（英文/西班牙文）的官方資料
- 詹姆斯·達克沃思的國際網球總會 職業／青少年 官方資料（英文）
- 詹姆斯·達克沃思的官方資料（英文）
- James Duckworth – Player Profiles - Players and Rankings - News and Events - Tennis Australia （页面存档备份，存于） （英文）
- 詹姆斯·達克沃思的X（前Twitter）